# وانغ وي (سياسي)
وانغ وي (بالصينية: 王伟) هو سياسي صيني، ولد في 1960 في الصين. حزبياً، نشط في الحزب الشيوعي الصيني.